# Томиці (гміна)
Гміна Томіце (пол. Gmina Tomice) — сільська гміна у південній Польщі. Належить до Вадовицького повіту Малопольського воєводства.
Станом на 31 грудня 2011 у гміні проживало 7700 осіб.

## Площа
Згідно з даними за 2007 рік площа гміни становила 41.73 км², у тому числі:
- орні землі: 70.00%
- ліси: 13.00%

Таким чином, площа гміни становить 6.46% площі повіту.

## Населення
Станом на 31 грудня 2011:
| Опис     | Загалом | Загалом | Чоловіки | Чоловіки | Жінки | Жінки |
| -------- | ------- | ------- | -------- | -------- | ----- | ----- |
| одиниця  | осіб    | %       | осіб     | %        | осіб  | %     |
| все      | 7700    | 100     | 3789     | 49.21    | 3911  | 50.79 |
| міське   | 0       | 100     | 0        |          | 0     |       |
| сільське | 7700    | 100     | 3789     | 49.21    | 3911  | 50.79 |

## Сусідні гміни
Гміна Томіце межує з такими гмінами: Бжезьниця, Вадовіце, Вепш, Затор, Спитковіце.